# 图像压缩技术
图像压缩技术是计算机科学中数据压缩技术的一个分支。因为大多图像来自照相机或录像机，数据不规则，传统无损压缩算法做不好，所以图像压缩技术一般是有损压缩。学科分为：
- 静态图像压缩技术，用于图片。
- 视频压缩，用于录像。